# Alt Tucheband
Alt Tucheband ist eine Gemeinde im Landkreis Märkisch-Oderland in Brandenburg. Sie wird vom Amt Golzow verwaltet.

## Gemeindegliederung
Ortsteile sind die ehemaligen Gemeinden Alt Tucheband, Hathenow und Rathstock mit den bewohnten Gemeindeteilen Alt Tucheband, Hackenow, Hathenow, Neu Tucheband und Rathstock.

## Geschichte

### 14. bis 18. Jahrhundert
Alt Tucheband wurde erstmals in einer auf den 9. Mai 1336 datierten Urkunde erwähnt. Der Magistrat von Frankfurt (Oder) tauschte Reitwein und den See Piscenige gegen das halbe Dorf Alt Tucheband und das halbe Dorf Maatzinova mit dem Markgraf von Brandenburg Ludwig I. 1355 wurden Henning und Otto von Haken als Besitzer der Ortschaft genannt, die anschließend von 1401 bis 1456 im Besitz des Bischofs von Lebus verblieb. Im Jahr 1456 erwarb die Familie von Schapelow, die von 1405 bis 1450 im Besitz von Hathenow war, bis dieses an den Johanniterorden ging, den Ort. 1487 kam Tucheband in den Besitz derer von Pfuel.
Im Jahr 1601 lässt sich in Tucheband der Hexenprozess gegen Gertrud Paul nachweisen.
Der Dreißigjährige Krieg (1618 bis 1648) und vor allem die Pestepidemie in den Jahren 1634 bis 1636, die in Tucheband und Umgebung ungefähr 12.000 Menschen das Leben kostete, brachten dem Ort schweren Schaden.
1663 wurde das Gut Tucheband von Maximilian von Schlieben, Kommendator der Johanniterkommende Lietzen gekauft. Ihm folgte sein Sohn Adam Georg von Schlieben, ebenfalls Kommendator in Lietzen nach. Tucheband kam schließlich durch die Heirat von dessen Tochter Agnes Juliane von Schlieben in den Besitz des Grafen Paul Anton von Kameke. 1797 wurde es an einen von Bornstaedt, Erb- und Gerichtsherrn auf Ehrenberg verkauft.
Im Jahr 1787 schloss der Bau der kürzesten Ost-West-Verbindung durch Preußen, die von Kleve nach Königsberg führte, Tucheband an die Heer- und Handelsstraße an.

### 19. und 20. Jahrhundert
1800 brannte der Ort einschließlich der Kirche bei einer Feuerkatastrophe fast vollständig nieder. 1814 erwarb Kommissionsrat Gilbert, der durch die Freigabe von Land zur Erbpacht das spätere Neu Tucheband begründete, das Gut. 1820 kaufte der Syndikus und spätere Bürgermeister von Berlin, Ludwig Wilhelm Rehfeld, das Gut, das letztmals 1896 den Besitzer wechselte, als es von der Familie Schmelzer erworben wurde.
Im Verlauf der Napoleonischen Kriege war Tucheband mehrfach von Einquartierungen und der damit verbundenen jeweiligen Plünderung des Dorfes betroffen. Der damalige Pfarrer Fleischfresser berichtete, dass im Vorlauf der Erstürmung der Küstriner Festung nicht nur das gesamte Kircheninventar, sondern auch sämtliche Leitern gestohlen wurden.
Der langsame wirtschaftliche Aufschwung ermöglichte den Wiederaufbau der Kirche als neogotischer Backsteinbau erst im Jahr 1862.
1864 wurden eine Ziegelei, eine Brennerei, eine Sirup- und Stärke- sowie eine Zuckerfabrik errichtet. 1911 wurde die Oderbruchbahn gebaut.
In den Jahren 1928 und 1929 erfolgte der Zusammenschluss des Gutes Hackenow mit Alt Tucheband.

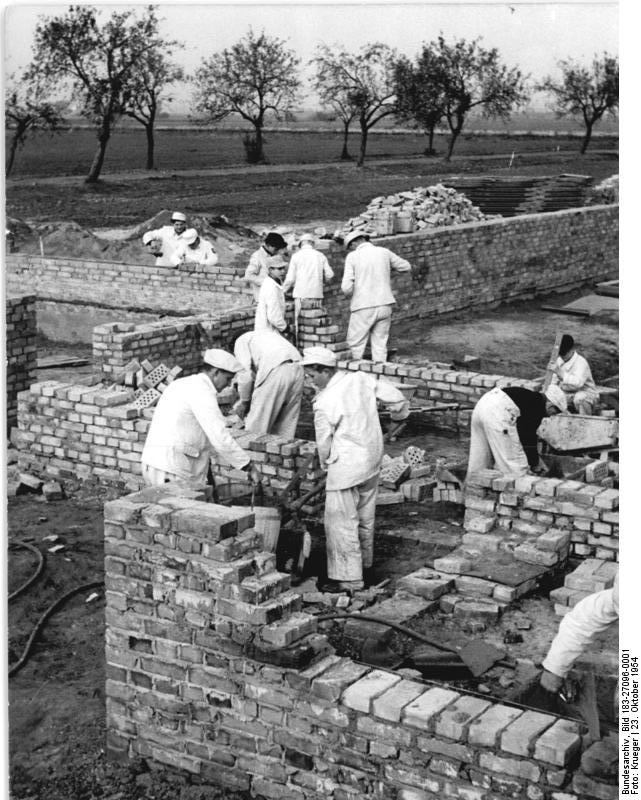
Bau des Schweinestalls für die LPG Befreite Erde

Gegen Ende des Zweiten Weltkrieges wurde Alt Tucheband am 5. Februar 1945 evakuiert. Beim Angriff der Roten Armee auf die Seelower Höhen im April 1945 (im Rahmen der Schlacht um Berlin) wurde der Ort fast vollständig zerstört. (Die Kirche blieb Ruine. 1996 wurde der Platz rund um die Ruine neu gestaltet.)
Der Bruch des Oderdammes am 22. März 1947 ließ das Hochwasser bis auf rund 100 m vor das Ortsschild steigen, richtete aber an den Gebäuden keinen Schaden an.
Bei der Bodenreform von 1945 wurden über 650 ha Land an Kleinpächter, Umsiedler, Landarme und Landarbeiter verteilt, 1946 wurde ein Ortsverband der VdgB gegründet und 1952 die LPG Befreite Erde. 1955 wurde ein Wasserwerk zur Trinkwasserversorgung der umliegenden Orte errichtet.
Alt Tucheband, Hathenow und Rathstock gehörten seit 1817 zum Kreis Lebus in der Provinz Brandenburg und ab 1952 zum Kreis Seelow im DDR-Bezirk Frankfurt (Oder). Seit 1993 liegen die Orte im brandenburgischen Landkreis Märkisch-Oderland.
1991 schloss sich Alt Tucheband der Verwaltungsgemeinschaft Golzow, ab 1992 dem Amt Golzow an. Mit Wirkung vom 31. Dezember 2001 schlossen sich die Gemeinden Hathenow, Rathstock und Alt Tucheband im Rahmen der Gemeindegebietsreform des Landes Brandenburg freiwillig zur heutigen Gemeinde Alt Tucheband zusammen.

## Bevölkerungsentwicklung
| Jahr | Einwohner |
| ---- | --------- |
| 1875 | 1 213     |
| 1890 | 1 154     |
| 1910 | 0 738     |
| 1925 | 0 869     |
| 1933 | 0 767     |
| 1939 | 0 744     |

| Jahr | Einwohner |
| ---- | --------- |
| 1946 | 640       |
| 1950 | 808       |
| 1964 | 850       |
| 1971 | 891       |
| 1981 | 735       |
| 1985 | 714       |

| Jahr | Einwohner |
| ---- | --------- |
| 1990 | 0 687     |
| 1995 | 0 629     |
| 2000 | 0 659     |
| 2005 | 1 026     |
| 2010 | 0 886     |
| 2015 | 0 766     |

| Jahr | Einwohner |
| ---- | --------- |
| 2020 | 798       |
| 2021 | 804       |
| 2022 | 805       |
| 2023 | 801       |
| 2024 | 829       |

Gebietsstand des jeweiligen Jahres, Einwohnerzahl: Stand 31. Dezember (ab 1991) ab 2011 auf Basis des Zensus 2011, ab 2022 auf Basis des Zensus 2022
Der Anstieg der Bevölkerungszahl 2005 ist auf den Zusammenschluss von Alt Tucheband, Hathenow und Rathstock zur heutigen Gemeinde Alt Tucheband im Jahr 2001 zurückzuführen.

## Politik

### Gemeindevertretung
Die Gemeindevertretung von Alt Tucheband besteht aus zehn Gemeindevertretern und dem ehrenamtlichen Bürgermeister. Die Kommunalwahl am 9. Juni 2024 führte zu folgendem Ergebnis:
| Partei / Wählergruppe         | Stimmenanteil 2024 | Sitze 2024 | Stimmenanteil 2019 | Sitze 2019 |
| ----------------------------- | ------------------ | ---------- | ------------------ | ---------- |
| Großgemeinde Alt Tucheband    | 95,6 %             | 10         | 79,9 %             | 8          |
| Die Linke                     | 04,4 %             | 0          | –                  | –          |
| Pro Zukunft Märkisch-Oderland | –                  | –          | 20,1 %             | 2          |

### Bürgermeister
- 1999–2019: Detlef Baar (Wählergruppe Großgemeinde Alt Tucheband)[10]
- seit 2019: Thomas Kowalzik

Kowalzik wurde am 20. Juni 2019 durch die Gemeindevertretung für eine Amtszeit von fünf Jahren gewählt. Bei der Kommunalwahl 2024 wurde er wieder gewählt.

### Wappen
Die Gemeinde führt weder Wappen noch Flagge.
Wappen und Flagge des Ortsteiles
| Wappen von Alt Tucheband | Blasonierung: „In Blau ein verbreiterter schrägrechter goldener Wellenbalken, belegt mit drei vierblättrigen grünen Kleeblättern.“ |
| Wappen von Alt Tucheband | Das Wappen wurde am 17. Juni 1999 durch das Ministerium des Innern genehmigt.                                                      |

Die Flagge ist Blau – Gelb – Blau (1:2:1) gestreift und mittig mit dem Ortswappen belegt.

## Sehenswürdigkeiten

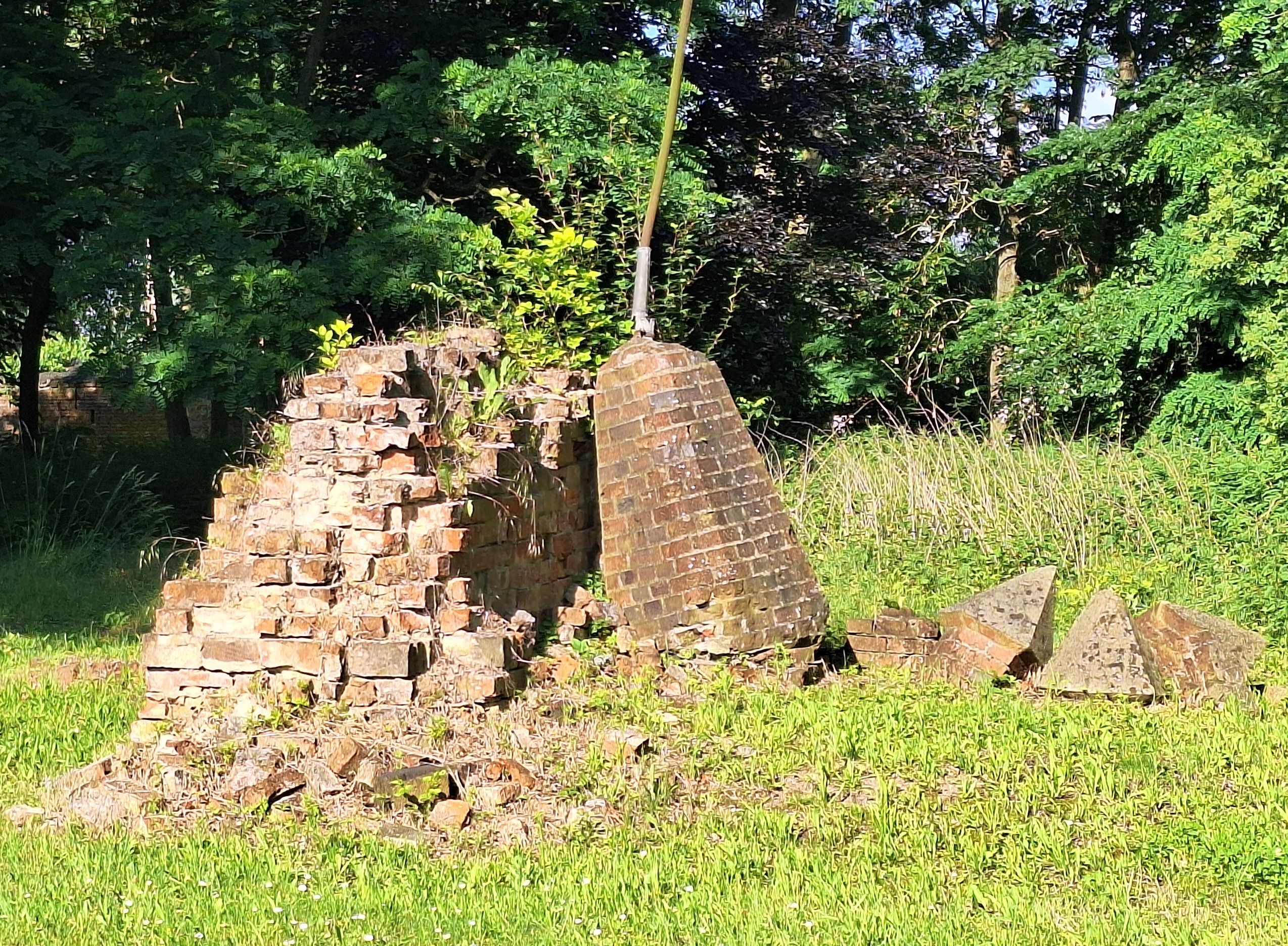
Reste des Kirchturms

- Landhaus an der alten Heer- und Handelsstraße; geschlossen
- Heimatstube Rathstock, Ausstellung über das Land Lebus, den Ursprung und die Entwicklung der Gemeinde Rathstock

## Verkehr
Die Bundesstraßen B 1 (Seelow–Küstrin-Kietz) und B 112 (Manschnow–Frankfurt (Oder)) durchqueren das Gemeindegebiet.
Der nächstgelegene Bahnhof ist Golzow (Oderbruch) an der Bahnstrecke Berlin–Kostrzyn.